# Janne Gustafsson
Janne Gustafsson, född 2 maj 1883 i Stora Skedvi, död 24 september 1942 i Stora Skedvi, var en svensk sportskytt. 
Han blev olympisk silvermedaljör 1908.